# Tractat d'Almizra

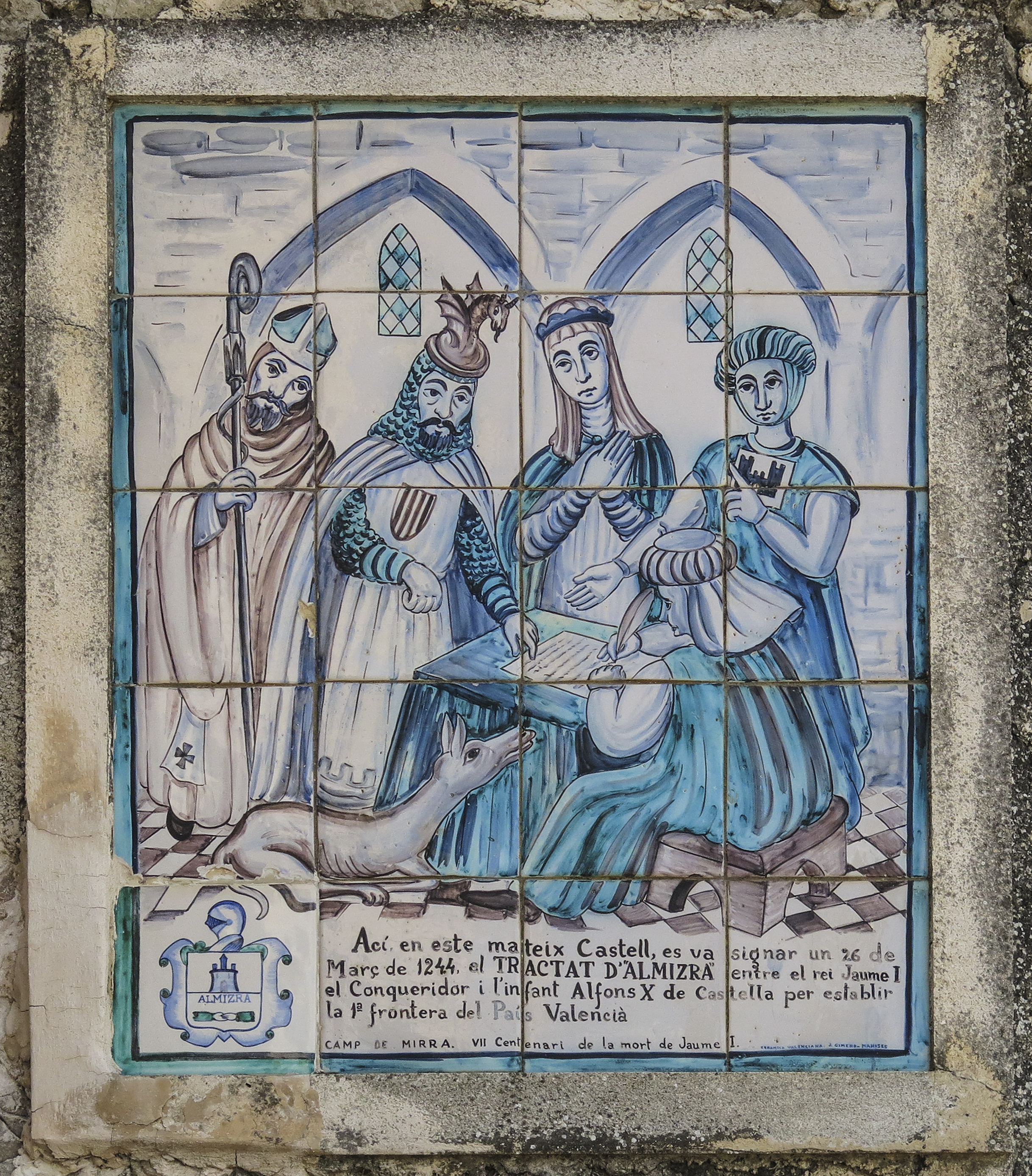
Tractat d'Almizra, Camp de Mirra

El Tractat d'Almizra (també anomenat d'Almisrà i d'Almirra) és el tractat de pau entre la Corona d'Aragó i la Corona de Castella al segle xiii que estipulà els límits del Regne de València. Fou signat el 26 de març del 1244 per Jaume I el Conqueridor i el seu gendre, l'infant Alfons de Castella (més tard, Alfons X el Savi) a Almirra (a la vora de Biar). En el pacte, s'estipulà que les terres al sud de la línia Busot – Biar – la Vila Joiosa quedaven reservades per a Castella.

## Antecedents
El Tractat de Cazola, de l'any 1178, convingut entre Alfons I d'Aragó i Alfons VIII de Castella, havia assignat a la conquesta dels reis aragonesos Xàtiva, Dénia i el port de Biar, els quals eren el límit de les conquestes castellanes.
El primer incompliment del Tractat de Cazola es va donar en 1239, amb els tres intents de conquesta de les terres de Villena per part dels cavallers de Calatrava per ordre del rei Jaume I d'Aragó. Finalment Villena seria presa en 1240. Villena quedava a la zona castellana segons el tractat, de manera que la conquesta suposava una incursió aragonesa i una violació dels límits pactats.
Castella faria el mateix a 1242, pretenent l'infant Alfons assetjar Alzira i més endavant, en 1244, intentant-ho amb Xàtiva, que va fracassar. Això forçava la necessitat d'aclarir les fronteres per evitar la guerra. Diu el Llibre dels feyts que l'agent encarregat de les negociacions clandestines havia estat diverses vegades a Xàtiva amb el pretext de fer construir per a l'infant un tenda moresca; però el Jaume I s'assabentà del veritable motiu d'aquelles entrades i prohibí tota mena de tractes amb els assetjats. I havent estat sorprès un dia l'al·ludit agent mentre conversava amb els sarraïns, Jaume el feu penjar.
En virtut del tractat de Cazola es podria considerar Xàtiva com a conquesta castellana, o bé aragonesa, segons s'interpretés. Aquest fracàs portaria a Alfons a prendre Énguera, més clarament en zona reservada per a Aragó.
Aquesta actitud deslleial contrastava amb la que observà Jaume I en l'any 1240, quan refusà l'oferiment que Zayyan ibn Mardanix li va fer del castell d'Alacant, «...car nós [llegim al Llibre dels feyts] havíem convinences amb lo rey de Castella e havíem partides les terres ja en temps de nostre pare e son avi, e quel castell era de la sua partida, perquè la convinença que nós li havíem feyta no la volíem trencar...».
Amb la conquesta d'Énguera, Jaume I acudí a les represàlies, i va fer que els calatravos que guardaven Villena li la lliuressin a ell, i també Cabdet, Saix i Bugarra, que corresponien a Castella. Davant d'això, l'infant sol·licità de Jaume I una entrevista, la qual va tenir lloc a Almizra.

## El tractat

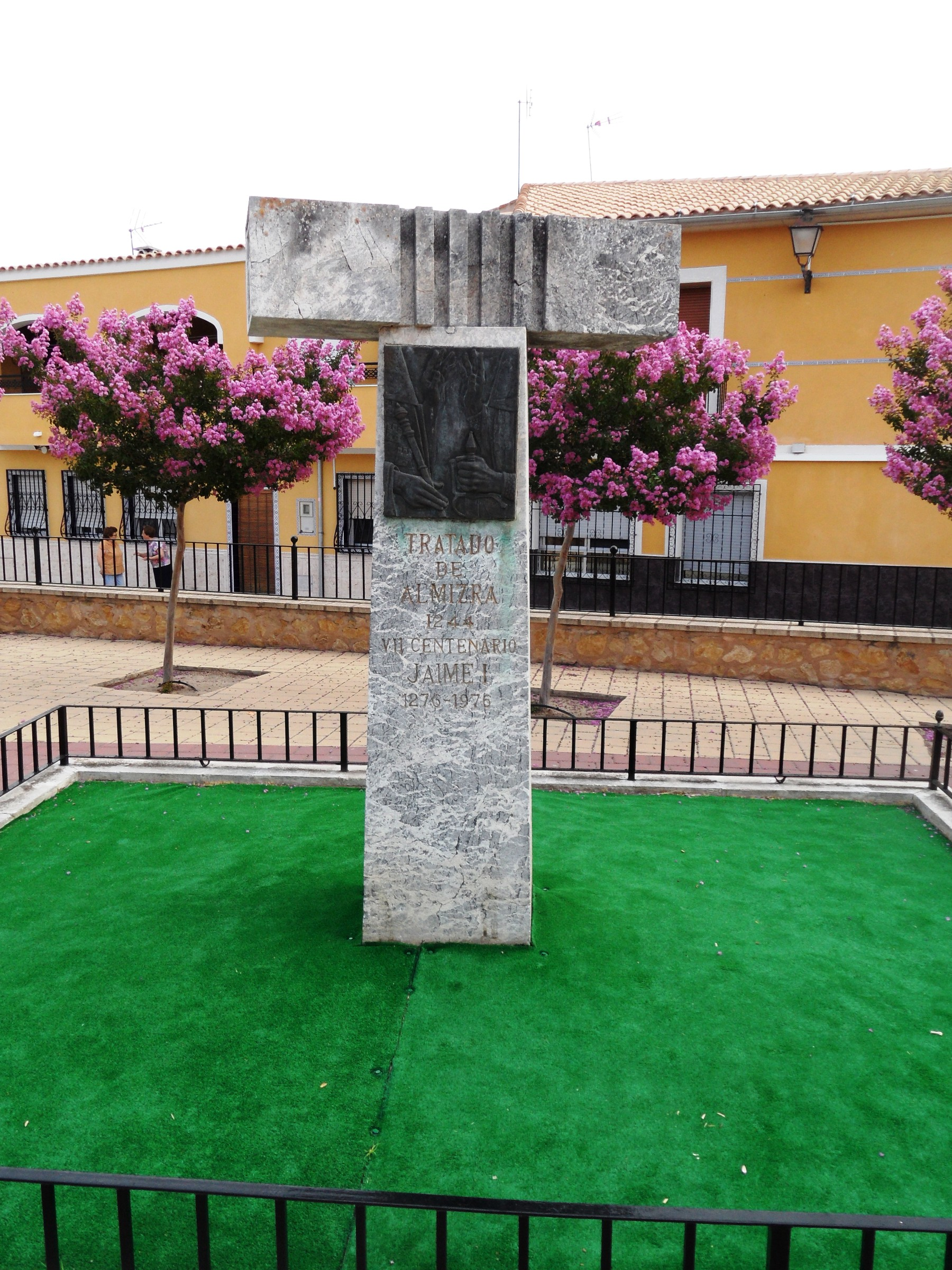
Monument al tractat, el Camp de Mirra.

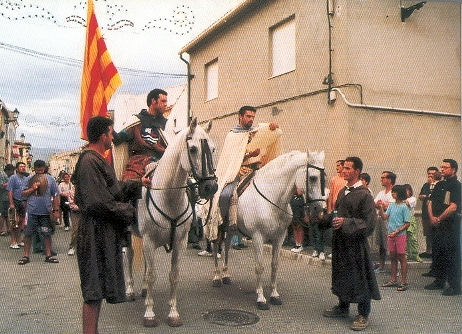
Representació de la signatura del tractat al Camp de Mirra.

Per tal d'evitar una ruptura escandalosa davant del món cristià, fou realitzat, no sense laborioses negociacions, un conveni sobre la partició dels territoris peninsulars ocupats encara pels sarraïns. A Almizra o Almisdra, fou signat, en efecte, un conveni de divisió i d'aliança entre Jaume I i l'infant Alfons de Castella, el 26 de març del 1244. Aquest tractat delimitava clarament els territoris, tot concedint als castellans Alacant, Aigües i Busot, amb llurs termes, així com Villena, Cabdet, Saix i tot l'altre territori situat cap a les parts de Múrcia i Castella, a l'altra banda dels termes de Biar i d'Almansa i de la línia de l'actual mont Major, anomenat aleshores serra de Larrua. La ratlla divisòria corria envers el port de Biar, el castell de Villena i la carena d'aquesta serra. Quedaren per al comte-rei els castells de Cazalla, Biar, Almizra i altres terres envers Xàtiva, Dénia i el Regne de València.
La primera constància que es té del Tractat d'Almizra apareix en el segon capítol de la crònica de Jaume I, el Llibre dels fets. Però el text del tractat no fou publicat fins al 1905.
Es creu que el tractat fou signat al Camp de Mirra (Alt Vinalopó), on hui en dia hi ha un monument del 1977 que commemora aquest tractat. El tractat va ser mitjançat per Violant d'Hongria, després que l'infant Alfons estigués a punt d'encetar una guerra entre les dues corones per la conquesta de Xàtiva. Al marge del tractat, també se li va oferir a l'infant Alfons la filla major de Jaume I, la infanta Violant d'Aragó i d'Hongria, com a esposa.

## Modificacions posteriors de la frontera
És possible que, pocs mesos després del tractat, es convingués algun tractat complementari, durant el setge de Biar (darreries del 1244 i començos del 1245). Posteriorment, els territoris del Regne de Múrcia situats al nord de la riba del Segura són incorporats al Regne de València per Jaume el Just, després de la Sentència Arbitral de Torrellas (1304) i del Tractat d'Elx (1305).

## Folklore popular
En les festes de Moros i Cristians d'aquesta població, es fa una representació teatral de la signatura del tractat. Actualment, encara hi ha moltes incògnites científiques per resoldre, com per exemple, el lloc on fou signat exactament; o el perquè d'aquesta divisió territorial i no pas una altra.